# Zatoka Królowej Charlotty (Falklandy)
Zatoka Królowej Charlotty (ang. Queen Charlotte Bay, hiszp. Bahía San Julián) – zatoka Oceanu Atlantyckiego po zachodniej stronie Falklandu Zachodniego na Falklandach. Nazwana na cześć Zofii Charlotty z Meklemburgii-Strelitz.